# Wallago hexanema
Wallago hexanema är en fiskart som först beskrevs av Kner, 1866.  Wallago hexanema ingår i släktet Wallago och familjen malfiskar. Inga underarter finns listade i Catalogue of Life.